# Skufia

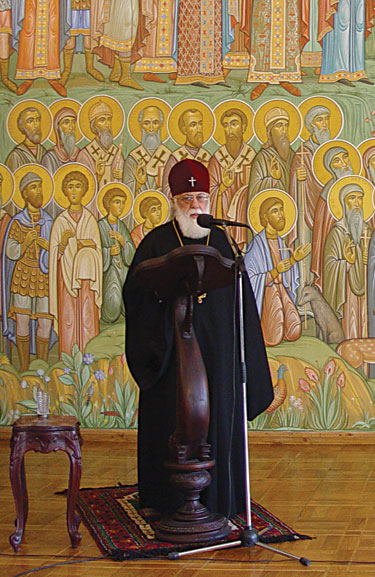
Ilia II Patriarca ortodosso di Georgia, indossa una skufia di tradizione russa (Tbilisi, Georgia).

Una skufia (anche    skufiya, o    Skoufos; in greco  σκούφια? o in greco σκούφος?) è un elemento di abbigliamento ecclesiastico indossato dai membri della Chiesa ortodossa e delle Chiese cattoliche orientali; è un copricapo nero la skufia indossata dai monaci, mentre è rossa, o viola, quando indossata dai preti. 
Si tratta di un cappello di panno morbido la cui cima può essere più o meno alta a seconda dai modelli. La skufia russa è indossata, per tradizione, in modo da coprire la parte superiore delle orecchie, un espediente pratico per proteggersi dal freddo ma che reca con sé anche un significato simbolico, ricordando al monaco di non dare ascolto a pettegolezzi. I vescovi di rango più alto (come ad esempio gli arcivescovi ed i Metropoliti) indossano a volte una skufia nera o viola con una piccola croce preziosa cucita sul davanti.